# 소수성

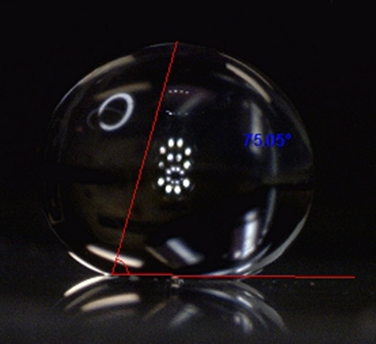
플라스마 기술 시스템 표면화학을 사용하여 개질된 표면의 165° 접촉각. 접촉각은 빨간색 각도와 90°를 더한 값이다.

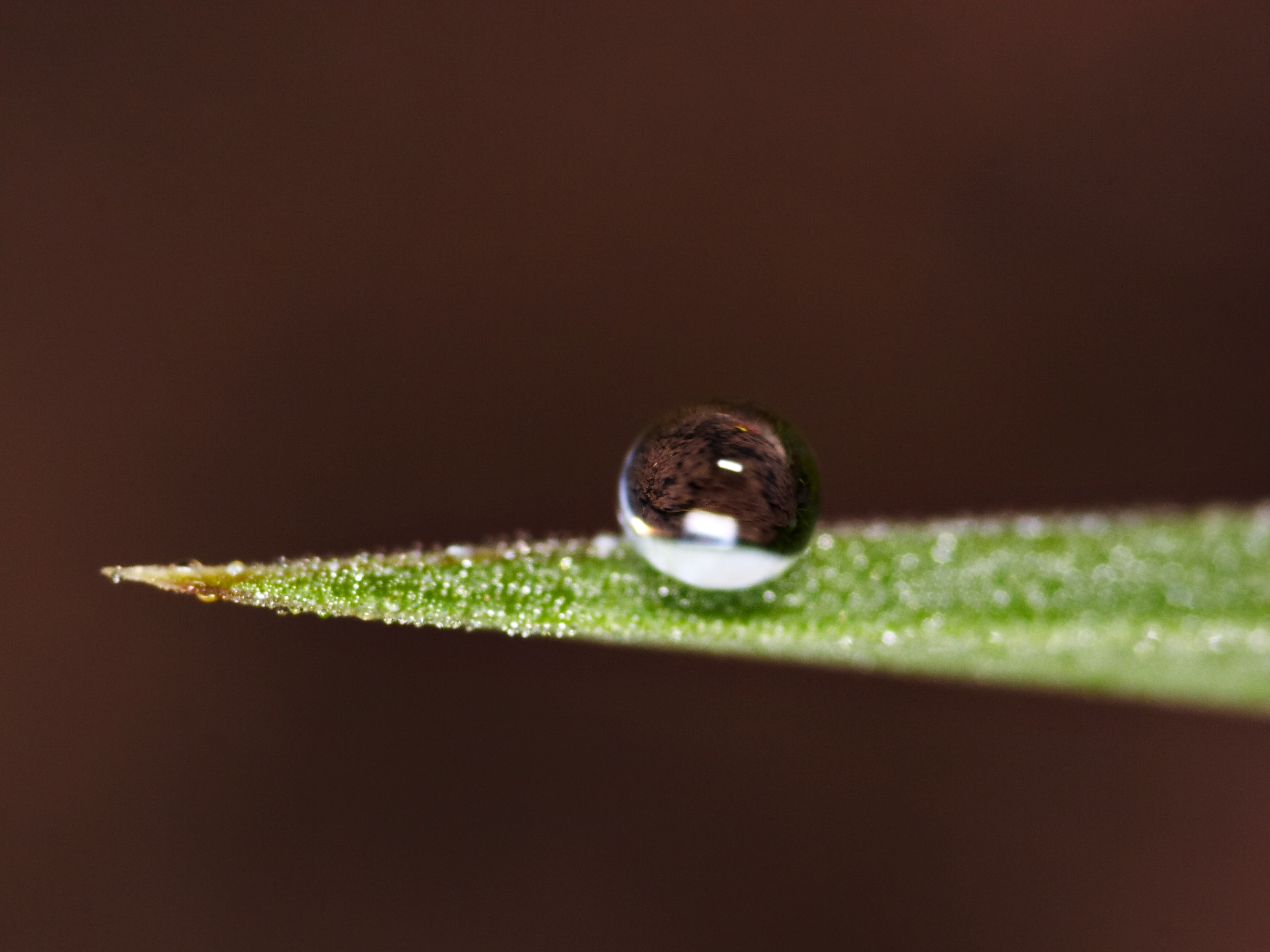
소수성 잎 표면에 맺힌 이슬 방울

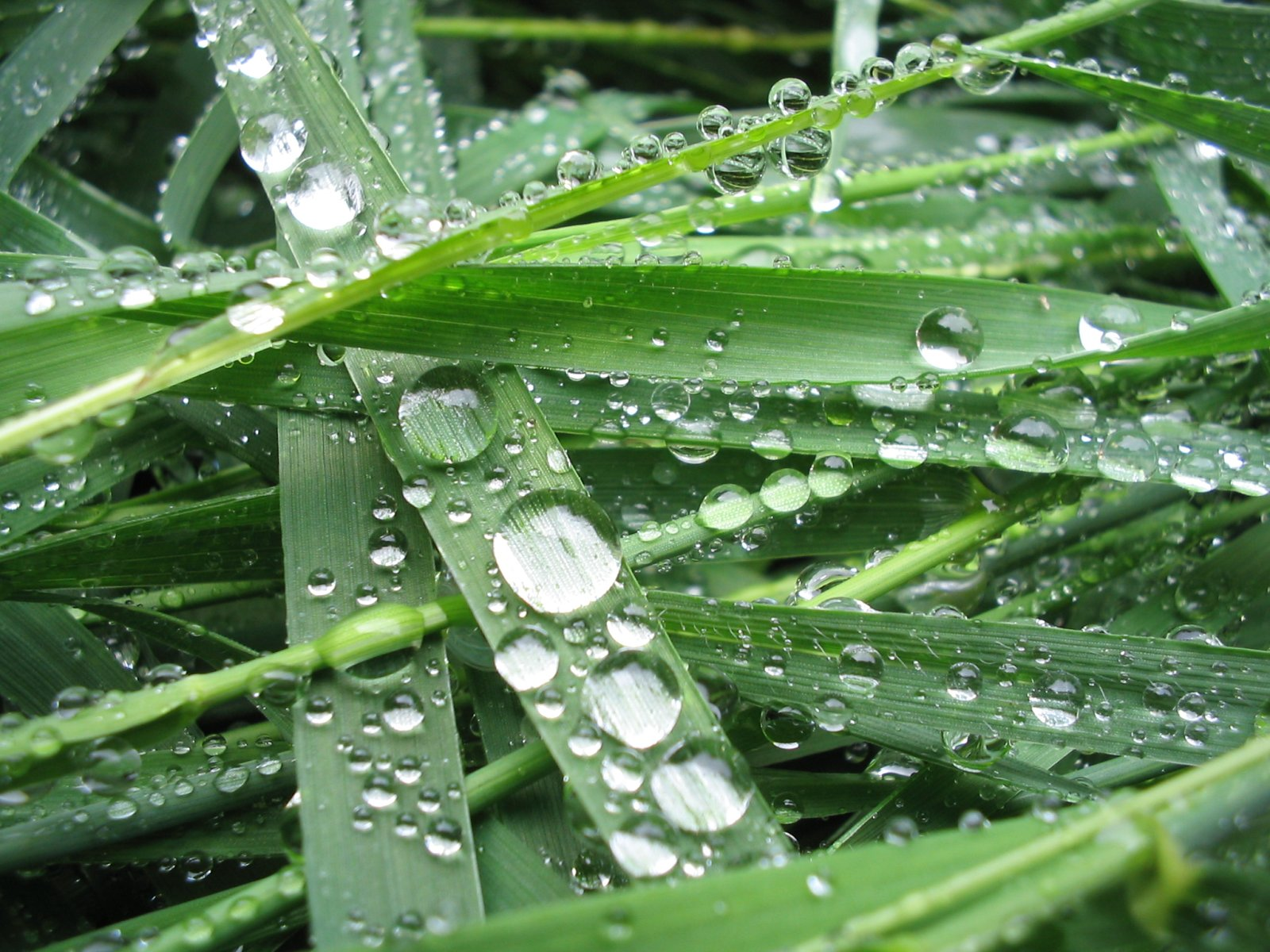
풀의 소수성 표면에 있는 물방울

소수성(疏水性, Hydrophobe)은 물 덩어리에 의해 반발되는 것처럼 보이는 분자(소수성 분자라고 함)의 화학적 성질이다. 반대로, 친수성 물질은 물에 이끌린다.
소수성 분자는 비극성 경향이 있어 다른 중성 분자와 비극성 용매를 선호한다. 물 분자는 극성이기 때문에 소수성 분자는 물에 잘 용해되지 않는다. 물 속의 소수성 분자는 종종 함께 뭉쳐 미셀을 형성한다. 소수성 표면의 물은 높은 접촉각을 나타낸다.
소수성 분자의 예로는 알케인, 기름, 지방 및 일반적으로 기름기 있는 물질이 있다. 소수성 물질은 물에서 기름을 제거하고, 기름 유출을 관리하며, 극성 화합물에서 비극성 물질을 제거하는 화학적 분리 과정에 사용된다.
소수성이라는 용어는 고대 그리스어 ὑδρόφοβος (hydróphobos), 즉 "물을 두려워하는"에서 유래했으며, 틀:Ety으로 구성되어 "지방을 좋아하는" 친유성과 혼용되는 경우가 많다. 그러나 이 두 용어는 동의어가 아니다. 소수성 물질은 일반적으로 친유성이지만, 실리콘 및 플루오로카본과 같은 예외도 있다.

## 물리화학적 기초
작은 용질의 경우, 소수성 상호작용은 액체 물 분자 간의 고도로 역동적인 수소 결합이 비극성 용질에 의해 방해되어 물이 비극성 분자 주위에 클러스레이트와 같은 케이지 구조를 형성하여 보상하는 데서 비롯되는 대부분 엔트로피적 효과이다. 이 구조는 물 분자들이 가능한 한 서로 상호작용하도록 배열되어 자유 물 분자보다 더 높은 질서를 가지므로 계면에서 더 낮은 엔트로피 상태를 초래한다. 이로 인해 비극성 분자들이 서로 뭉쳐 물에 노출되는 표면적을 줄이고 시스템의 엔트로피를 증가시킨다. 따라서 두 비혼화성 상(친수성 대 소수성)은 해당 계면 영역이 최소화되도록 변한다. 이 효과는 상 분리라는 현상으로 시각화할 수 있다.
물의 수소 결합 네트워크에 의해 적절히 "클러스레이트"될 수 없는 더 큰 비극성 용질의 경우, 이러한 결합의 방해는 불가피해지며, 높은 엔탈피 비용을 초래한다. 주변 조건에서 이러한 엔트로피 지배적 체제에서 엔탈피 지배적 체제로의 전환은 약 1nm 크기에서 발생하며, 이는 수화 자유 에너지 거동이 용질 부피에 비례하는 것에서 노출된 표면적에 의존하는 것으로 변화함을 반영한다.
이러한 맥락에서, 시스템이 수화 껍질에서 수소 결합 결함을 유도하는 데 드는 에너지 비용을 기반으로 하는 소수성의 정량적 분자 정의가 제안되었다. 이 접근 방식에 따르면, 시스템은 순수한 물에서 그러한 결함을 생성하는 비용(결함 상호작용 임계값(DIT)으로 알려져 있으며, 약 -6 kJ/mol(전형적인 수소 결합 에너지의 약 30%)로 추정됨)만큼 유리한 에너지로 사라진 수소 결합을 보상할 수 없는 경우 소수성으로 간주된다. 이 기준은 고전적인 90° 접촉각 임계값과 일치하며, 따라서 소수성 거동으로의 전환에 대한 분자적 정당성을 제공한다.
또한, DIT는 물 분자의 상호작용 부위(4개의 사면체 부위 중) 중 얼마나 많은 부위가 이 임계값을 초과하는지에 따라 나노밀폐된 물에서 채움, 부분 채움, 건조 영역을 결정하는 데 도움이 된다. 소수성 또는 젖음을 정량화하기 위한 이 분석은 물에 대한 두 가지 본질적으로 선호되는 상호작용 상태의 존재를 나타내는 구조적 지표인 V4S 지수를 사용하여 수행할 수 있다.

## 같이 보기
- 젖음 – 소수성이 확산 및 접촉각에 미치는 영향 논의
- 접촉각 – DIT 분자 기준을 통해 소수성과 연결되는 고전적인 거시적 측정

## 초소수성

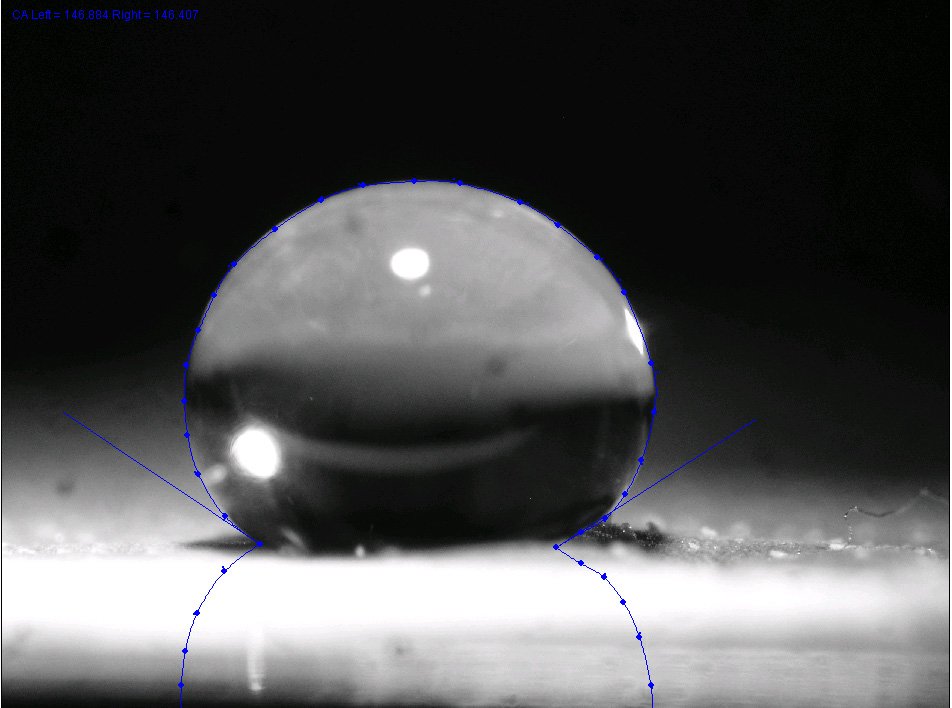
연잎 위의 물방울

연잎과 같은 초소수성 표면은 젖기가 극히 어렵다. 물방울의 접촉각은 150°를 초과한다. 이는 연잎 효과라고 불리며, 주로 화학적 성질보다는 계면장력과 관련된 물리적 성질이다.

### 이론
1805년 토마스 영은 고체 표면에 가스에 둘러싸여 놓여 있는 유체 방울에 작용하는 힘을 분석하여 접촉각 θ를 정의했다.
{\displaystyle \gamma _{\text{SG}}\ =\gamma _{\text{SL}}+\gamma _{\text{LG}}\cos \theta \,}
여기서
{\displaystyle \gamma _{\text{SG}}\ } = 고체와 기체 사이의 계면장력
{\displaystyle \gamma _{\text{SL}}\ } = 고체와 액체 사이의 계면장력
{\displaystyle \gamma _{\text{LG}}\ } = 액체와 기체 사이의 계면장력

액체 방울이 고체 표면에 놓여 가스에 둘러싸여 있다. 접촉각 θ_{C}는 액체, 기체, 고체가 만나는 삼상 경계에서 액체가 형성하는 각도이다.

고체 표면에 놓여 있고 가스에 둘러싸인 물방울은 특징적인 접촉각 θ를 형성한다. 고체 표면이 거칠고 액체가 고체 돌출부와 밀접하게 접촉하는 경우, 물방울은 벤젤 상태에 있다. 액체가 돌출부 상단에 놓이는 경우, 카시-백스터 상태에 있다.

θ는 접촉각 고니오미터를 사용하여 측정할 수 있다.
벤젤은 액체가 미세 구조화된 표면과 밀접하게 접촉할 때 θ가 θW*로 변할 것이라고 결정했다.
{\displaystyle \cos \theta _{W}*=r\cos \theta \,}
여기서 r은 실제 면적과 투영 면적의 비율이다. 벤젤의 방정식은 표면을 미세 구조화하면 표면의 자연스러운 경향이 증폭됨을 보여준다. 소수성 표면(원래 접촉각이 90°보다 큰 표면)은 미세 구조화되면 더 소수성이 된다 – 새로운 접촉각이 원래 접촉각보다 커진다. 그러나 친수성 표면(원래 접촉각이 90°보다 작은 표면)은 미세 구조화되면 더 친수성이 된다 – 새로운 접촉각이 원래 접촉각보다 작아진다.
카시와 백스터는 액체가 미세 구조물 상단에 매달려 있는 경우 θ가 θCB*로 변할 것이라고 밝혔다.
{\displaystyle \cos \theta _{\text{CB}}*=\varphi (\cos \theta +1)-1\,}
여기서 φ는 액체와 접촉하는 고체의 면적 분율이다. 카시-백스터 상태의 액체는 벤젤 상태의 액체보다 더 유동적이다.
벤젤 또는 카시-백스터 상태가 존재해야 하는지 예측하기 위해 두 방정식으로 새로운 접촉각을 계산할 수 있다. 자유 에너지 최소화 논증에 따르면, 더 작은 새로운 접촉각을 예측한 관계가 존재할 가능성이 가장 높은 상태이다. 수학적으로 표현하면, 카시-백스터 상태가 존재하려면 다음 부등식이 참이어야 한다.
{\displaystyle \cos \theta <{\frac {\varphi -1}{r-\varphi }}}
카시-백스터 상태에 대한 최근의 대안적 기준은 카시-백스터 상태가 다음 두 가지 기준을 충족할 때 존재한다고 주장한다: 1) 접촉선 힘이 지지되지 않는 물방울 무게의 체적 힘을 극복하고, 2) 미세 구조가 충분히 높아서 미세 구조를 연결하는 액체가 미세 구조의 바닥에 닿지 않도록 한다.
벤젤 상태와 카시-백스터 상태 사이의 전환에 대한 새로운 기준은 최근 표면 거칠기와 표면 에너지를 기반으로 개발되었다. 이 기준은 거친 표면의 액체 방울 아래 공기 포집 능력에 초점을 맞추며, 특정 표면 거칠기와 에너지 조합에 대해 벤젤 모델 또는 카시-백스터 모델 중 어느 것을 사용해야 하는지 알려줄 수 있다.
접촉각은 정적 소수성의 척도이며, 접촉각 히스테리시스와 슬라이드 각도는 동적 척도이다. 접촉각 히스테리시스는 표면 이질성을 특징짓는 현상이다. 피펫이 고체에 액체를 주입하면 액체는 어떤 접촉각을 형성한다. 피펫이 더 많은 액체를 주입할수록 방울의 부피는 증가하고 접촉각은 증가하지만, 삼상 경계는 갑자기 바깥쪽으로 진행할 때까지 정지 상태를 유지한다. 방울이 바깥쪽으로 진행하기 직전에 가졌던 접촉각을 진행 접촉각이라고 한다. 후퇴 접촉각은 이제 액체를 방울에서 다시 빼낼 때 측정된다. 방울의 부피는 감소하고 접촉각은 감소하지만, 삼상 경계는 갑자기 안쪽으로 후퇴할 때까지 정지 상태를 유지한다. 방울이 안쪽으로 후퇴하기 직전에 가졌던 접촉각을 후퇴 접촉각이라고 한다. 진행 접촉각과 후퇴 접촉각의 차이를 접촉각 히스테리시스라고 하며, 표면 이질성, 거칠기 및 이동성을 특징짓는 데 사용할 수 있다. 균일하지 않은 표면은 접촉선 이동을 방해하는 도메인을 가질 것이다. 슬라이드 각도는 소수성의 또 다른 동적 척도이며, 표면에 방울을 떨어뜨리고 방울이 미끄러지기 시작할 때까지 표면을 기울여 측정한다. 일반적으로 카시-백스터 상태의 액체는 벤젤 상태의 액체보다 낮은 슬라이드 각도와 접촉각 히스테리시스를 나타낸다.

## 연구 및 개발
데트레와 존슨은 1964년에 초소수성 연잎 효과 현상이 거친 소수성 표면과 관련이 있음을 발견했으며, 파라핀 또는 TFE 텔로머로 코팅된 유리 구슬을 이용한 실험을 기반으로 이론 모델을 개발했다. 초소수성 미세-나노 구조화 표면의 자체 세척 특성은 1977년에 보고되었다. 퍼플루오로알킬, 퍼플루오로폴리에테르 및 RF 플라스마로 형성된 초소수성 물질이 개발되어 전기 습윤 현상에 사용되었고 1986년에서 1995년 사이에 생체 의학 응용 분야에서 상업화되었다. 1990년대 중반 이후로 다른 기술과 응용 분야가 등장했다. 2002년에는 마이크로미터 크기(≤ 100 마이크로미터)의 특징이나 입자를 가진 표면 위에 나노 크기(≤ 100 나노미터)의 입자를 덮는, 한두 단계로 적용되는 내구성 있는 초소수성 계층적 조성물이 공개되었다. 더 큰 입자는 작은 입자를 기계적 마모로부터 보호하는 것으로 관찰되었다.
최근 연구에서는 알킬케텐 다이머 (AKD)가 나노 구조의 프랙탈 표면으로 굳어지면서 초소수성이 보고되었다. 이후 많은 논문에서 입자 증착, 솔-젤 기술, 플라스마 처리, 증착, 및 주조 기술을 포함하여 초소수성 표면을 제조하는 방법이 제시되었다. 현재 연구 영향의 기회는 주로 기초 연구 및 실제 제조에 있다. 최근 벤젤 및 카시-백스터 모델의 적용 가능성에 대한 논쟁이 제기되었다. 벤젤 및 카시-백스터 모델의 표면 에너지 관점에 도전하고 접촉선 관점을 촉진하기 위해 고안된 실험에서, 물방울은 거친 소수성 영역의 매끄러운 소수성 지점, 매끄러운 소수성 영역의 거친 소수성 지점, 그리고 소수성 영역의 친수성 지점에 놓였다. 실험 결과 접촉선의 표면 화학 및 기하학이 접촉각과 접촉각 히스테리시스에 영향을 미쳤지만, 접촉선 내부의 표면적은 영향을 미치지 않았다. 접촉선의 톱니 모양 증가가 물방울 이동성을 향상시킨다는 주장도 제기되었다.
자연에서 발견되는 많은 소수성 물질은 카시의 법칙에 의존하며, 공기 성분이 있는 서브마이크로미터 수준에서 이중상이다. 연잎 효과는 이 원리에 기반을 둔다. 이를 영감으로 하여 많은 기능성 초소수성 표면이 제작되었다.
나노 기술에서 생체공학 또는 생체모방 초소수성 물질의 예로는 나노핀 필름이 있다.
한 연구는 자외선 복사의 영향으로 초소수성과 초친수성 사이를 가역적으로 전환하는 오산화 바나듐 표면을 제시한다. 이 연구에 따르면, 모든 표면은 장미 모양의 V2O5 입자 현탁액을 적용하여 이 효과로 개질될 수 있으며, 예를 들어 잉크젯 프린터를 사용할 수 있다. 다시 소수성은 층간 공기 주머니(2.1 nm 간격으로 분리됨)에 의해 유도된다. UV 효과도 설명된다. UV 빛은 전자-정공 쌍을 생성하며, 정공은 격자 산소와 반응하여 표면 산소 결함을 생성하는 반면, 전자는 V5+를 V3+로 환원시킨다. 산소 결함은 물과 만나고, 바나듐 표면의 이러한 물 흡수성이 친수성을 유발한다. 어둠 속에서 장기간 보관하면 물이 산소로 대체되고 다시 친수성이 사라진다.
상당수의 소수성 표면은 코팅 또는 표면 처리를 통해 벌크 물질 표면의 구조적 또는 화학적 변형에 의해 소수성 특성을 부여받는다. 즉, 분자 종(일반적으로 유기물) 또는 구조적 특징의 존재는 높은 물 접촉각을 유발한다. 최근 몇 년 동안 희토류 산화물이 고유한 소수성을 지닌 것으로 나타났다. 희토류 산화물의 고유한 소수성은 표면 방향 및 산소 결함 수준에 따라 달라지며, 코팅 또는 표면 처리보다 본질적으로 더 견고하여 고온 또는 부식성 환경에서 작동할 수 있는 응축기 및 촉매에 잠재적인 응용 가능성을 가진다.

## 응용 및 잠재적 응용
소수성 콘크리트는 20세기 중반부터 생산되었다.
초소수성 물질에 대한 최근 활발한 연구는 궁극적으로 더 많은 산업 응용으로 이어질 수 있다.
면직물을 실리카 또는 티타니아 입자로 솔-젤 기술을 통해 코팅하는 간단한 방법이 보고되었는데, 이는 직물을 자외선으로부터 보호하고 초소수성으로 만든다.
폴리에틸렌을 초소수성으로 만들어 자체 세척이 가능하게 하는 효율적인 방법이 보고되었다. 이러한 표면의 먼지 중 99%는 쉽게 씻겨 나간다.
패턴화된 초소수성 표면은 랩온어칩 미세유체 장치에도 유망하며 표면 기반 생체 분석을 크게 향상시킬 수 있다.
의약품 분야에서 의약품 혼합물의 소수성은 약물 용출 및 경도와 같은 최종 제품의 중요한 품질 속성에 영향을 미친다. 의약품 재료의 소수성을 측정하는 방법이 개발되었다.
태양 반사율과 열 방출의 효율성이 청결도에 따라 결정되는 소수성 수동 주간 복사 냉각 (PDRC) 표면의 개발은 이러한 표면의 "자체 세척" 기능을 향상시켰다. VOC를 피하는 확장 가능하고 지속 가능한 소수성 PDRC도 개발되었다.